# Фричи (кружок)
«Фричи» — кружок, организованный российскими студентками в 1872—1874 годах в Цюрихе. Кружок назван по фамилии хозяйки пансиона фрау Фрич.
Кружок «Фричи» состоял из женщин (около двенадцати человек), которые имели схожие философские взгляды. В основном это были русские дворянки, состоятельные и образованные. Члены кружка изучали социализм, посещали собрания эмигрантов. Работали волонтёрками в журналах Лаврова. Наиболее известной его участницей была В. Н. Фигнер. Она присоединилась к кружку последней, потому что долгое время отказывалась оставить обучение ради идеи.  Самой старшей и уважаемой кружковкой была С. И. Бардина. В кружок также входили сестры Субботины — Евгения, Надежда и Мария — приехавшие в Цюрих вместе с матерью, Варвара Александрова,  Анна Топоркова, Александра Хоржевская, Лидия Фигнер, Вера Шатилова, Берта Каминская и сёстры Вера и Ольга Любатович, Евгения Завадская, будущая жена народовольца Андрея Франжоли. 
27 июня 1873 года Александр II издал указ о том, что российские студентки должны прекратить все занятия в университете и в высшей технической школе Цюриха под угрозой запрета работы по специальности после возвращения в Россию. Студенток обвиняли в безнравственности и радикализме. Указ правительства воспринялся женщинами как оскорбление. Многие хотели вернуться в Россию и присоединиться к революционному движению. 
К ноябрю 1873 года был составлен список из 44 студенток, которые не должны были быть допущены к какой бы то ни было педагогической деятельности на территории Российской империи, и сведения о которых были в распоряжении III-го Отделения. 
Позже общество «Фричи» объединилось с группой грузинских студентов в партию под названием «Всероссийская социально-революционная организация». В 1874—1875 годах на заводах и фабриках женщины партии вели свою пропагандистскую деятельность.